# Formule 1 (série télévisée)
Pour les articles homonymes, voir F1.
Formule 1 est une série télévisée sportive québécoise en treize épisodes de 48 minutes diffusée du 6 septembre 1988 au 29 novembre 1988 sur le réseau TVA.
En France, la série a été diffusée à partir du 6 octobre 1990, au sein de La Une est à vous sur TF1.

## Synopsis
L’écurie Ecam-Sainclair est en difficulté. À la suite d’un accident, la voici privée de son pilote-vedette. Un remplaçant s’impose... L’équipe française compte bien remporter le titre cette année et damer le pion au Canadien Daniel Hardy. Mais tous espèrent prendre la pole position sur les circuits de Formule 1. Entre Luc Sainclair et Daniel Hardy, l’esprit de compétition l’emporte parfois sur l’amitié, même si l’estime que chacun porte en son adversaire dépasse largement la course.

## Fiche technique
- Scénarisation : Miklós Boldizsár (hu), Robert Geoffrion, Bondfield Marcoux, Sylvain Saada, Carlos Saboga
- Réalisation : Nardo Castillo, Paul Planchon, Gábor Várkonyi (hu) et António-Pedro Vasconcelos
- Société de production : Vamp Productions et Communications Claude Héroux International

## Distribution
- Serge Dupire : Daniel Hardy
- Manuel Gélin : Luc Sinclair
- Daniel Gélin : Joseph Sinclair
- Andrée Cousineau : Sophie Hardy
- Barbara Cupisti : Carla di Lorenzo
- Denis Savignat : Rémy Chazelle
- Christian Charmetant : Jérôme
- Alexandra Leite (pt) : Isabel
- Raymond Legault : Patrick Morand
- Yan Epstein : Serge Peret
- Yves-Marie Maurin : Peter Hoff
- Domini Blythe (en) : Jennifer Moore
- Jean-Paul Tribout : Pocket
- Mireille Audibert : Nanou
- Steve Banner : Allan Sturgess
- Flórián Kaló (hu) : Ferenc Bernát
- Jérôme Nobécourt : Harvey
- Christian Tortora : Julien
- Simon Quevillon-Loiselle : Éric Hardy
- Annette Garant : Geneviève
- Gaëlle Legrand : Monica Peret
- Pedro Armendariz : rôle inconnu
- Carmen Amezcua (es) : Gabriella
- Ignacio Guadalupe (es) : rôle inconnu
- Jacques Brunet : Duras
- Pierre Belot : Cauvin
- Yves Relave : Maker
- Jim Walton : Buzz
- Albert Simoneau : Inspecteur
- Danielle Schneider : Infirmière

## Commentaires
- Tourné à Senneville dans l'Ouest de Montréal, cette coproduction France/Canada/Portugal a aussi été diffusée sur TF1.